# أفريكا بامباتا
أفريكا بامباتا (ولد لانس تايلور، 17 أبريل 1957) عازف ومغني، وكاتب أغاني ومنتج أمريكي من جنوب برونكس، نيويورك، الجدير بالذكر انه لإطلاق سلسلة من المسارات الكهربائية تعريف النوع في عقد 1980 التي أثرت في تطور الثقافة الهيب هوب.

## روابط خارجية
- أفريكا بامباتا على موقع IMDb (الإنجليزية)
- أفريكا بامباتا على موقع ألو سيني (الفرنسية)
- أفريكا بامباتا على موقع ميوزك برينز (الإنجليزية)
- أفريكا بامباتا على موقع رولينغ ستون (الإنجليزية)
- أفريكا بامباتا على موقع أول موفي (الإنجليزية)
- أفريكا بامباتا على موقع أول موفي (الإنجليزية)
- أفريكا بامباتا على موقع إن إن دي بي (الإنجليزية)
- أفريكا بامباتا على موقع أول ميوزيك (الإنجليزية)
- أفريكا بامباتا على موقع ديسكوغز (الإنجليزية)
- أفريكا بامباتا على موقع قاعدة بيانات الفيلم (الإنجليزية)